# Давыдовское сельское поселение (Тверская область)
Давыдовское се́льское поселе́ние — упразднённое муниципальное образование в составе бывшего Кашинского района Тверской области.
На территории поселения находятся 33 населенных пункта. Административный центр — деревня Давыдово.
Образовано в 2005 году, включило в себя территории Давыдовского и Лобковского сельских округов. С 2018 года упразднено и стало частью единого Кашинского городского округа.

## Географические данные
- Общая площадь: 173,2 км²
- Нахождение: северная часть Кашинского района.
  - Граничит:
    - на севере — с Кесовогорским районом, Елисеевское СП,
    - на востоке — с Пестриковским СП и Письяковским СП,
    - на юге — с Булатовским СП,
    - на западе — со Славковским СП,
    - на северо-западе — с Уницким СП.

Главная река — Яхрома.
На северо-востоке, по границе поселения — железная дорога «Москва (Савёловская)—Сонково—Санкт-Петербург».

## Население
По переписи 2002 года — 804 человека (520 в Давыдовском и 284 в Лобковском сельском округе), на 01.01.2008 — 791 человек.

Национальный состав: русские.

## Населенные пункты
На территории поселения находятся следующие населённые пункты:
| №  | Тип нп | Название       | Население (2008 год) |
| -- | ------ | -------------- | -------------------- |
| 1  | дер.   | Белино         | 0                    |
| 2  | дер.   | Ванчугово      | 11                   |
| 3  | дер.   | Давыдово       | 279                  |
| 4  | дер.   | Дмитровка      | 0                    |
| 5  | дер.   | Кружково       | 0                    |
| 6  | дер.   | Лисова Слобода | 0                    |
| 7  | дер.   | Морево         | 2                    |
| 8  | дер.   | Пустынька      | 173                  |
| 9  | дер.   | Раково         | 1                    |
| 10 | дер.   | Бяково         | 4                    |
| 11 | село   | Салтыково      | 0                    |
| 12 | дер.   | Федосьино      | 17                   |
| 13 | село   | Шевелёво       | 13                   |
| 14 | дер.   | Аладьино       | 0                    |
| 15 | дер.   | Андрейцево     | 10                   |
| 16 | дер.   | Архангельское  | 1                    |
| 17 | дер.   | Большие Крутцы | 6                    |
| 18 | дер.   | Гаврильцево    | 0                    |
| 19 | дер.   | Ильково        | 0                    |
| 20 | дер.   | Клестово       | 0                    |
| 21 | дер.   | Кожино         | 2                    |
| 22 | дер.   | Лобково        | 138                  |
| 23 | дер.   | Лубеньки       | 7                    |
| 24 | дер.   | Малафеево      | 6                    |
| 25 | дер.   | Малыгино       | 0                    |
| 26 | дер.   | Марково        | 1                    |
| 27 | дер.   | Осиновец       | 2                    |
| 28 | дер.   | Пенье          | 1                    |
| 29 | дер.   | Покровское     | 52                   |
| 30 | дер.   | Сальково       | 12                   |
| 31 | дер.   | Турлеево       | 25                   |
| 32 | дер.   | Фаладьино      | 0                    |
| 33 | дер.   | Фроловское     | 0                    |

### Бывшие населенные пункты
На территории поселения исчезли деревни: Белышево, Ивина Горка, Кобылино, Коростелево, Монаково, Пальцыно, Петраково, Тулово, Тупиково, Юрчаково и другие.

## История
В XIX — начале XX века деревни поселения относились к Ванчуговской и Кобылинской волостям Кашинского уезда Тверской губернии. С 1927 года — в Кимрском уезде.

С 1929 года территория поселения в составе образованного Кашинского района Московской области. С 1935 года входит в Кашинский район Калининской области (с 1990 года Тверской области).

## Известные люди
В селе Шевелёво родился Герой Советского Союза Петр Георгиевич Сгибнев.